# Tiburón-sziget
A Tiburón-sziget (spanyolul: Isla Tiburón, jelentése Cápa-sziget, szeri nyelven Tahéjöc) Mexikó legnagyobb területű szigete, a Kaliforniai-öbölben fekszik, közigazgatásilag Sonora állam Hermosillo községéhez tartozik. Egy katonai telep kivételével (mely a sziget keleti részén található) lakatlan.
Őslakói a szeri vagy comcáac törzshöz tartoztak, jelenleg ez a népcsoport lakja a szigethez legközelebb fekvő szárazföldi települést, Punta Chuecát is. A távolság Punta Chueca és a Tiburón-sziget között kb. 3 km. A sziget megközelíthető még a mintegy 30 km-re fekvő Bahía Kinóból is.

## Földrajz
A Tiburón-sziget a Kaliforniai-öböl északi felében fekszik, a keleti parthoz igen közel, a nyugati parttól 55 km-re. Része az Nagy szigetek (Islas Grandes) szigetcsoportnak. Áthalad rajta az északi szélesség 29°-os szélességi köre. Hossza észak-déli irányban kb. 53 km, szélessége 25–30 km között van. A szárazföldtől az úgynevezett Canal del Infiernillo, azaz „A Kis Pokol Csatornája” választja el, ezt az elnevezést azért kaphatta, mert a benne található különféle zátonyok és az itt mért magas apály-dagály különbség nehézzé teszi a hajózást.
Domborzata változatos, U alakban hegyek húzódnak rajta végig (a betű két „szára” a Sierra Menor és a Sierra Kun Kaak), egy alacsonyabban fekvő medencét (Valle Tacomate) közrefogva, emellett keleti partvidékén is találunk csaknem sík, nyugat felé lassan emelkedő területet (Valle Aguilillas).
Éghajlata igen száraz, magas párolgási értékkel és kevés csapadékkal, ennek következtében nincsenek állandó tavai és folyói. Az éves csapadékmennyiség 75–200 mm között változik, a legtöbb csapadék nyáron, azon belül is július és augusztus hónapokban hull (átlagban 39 és 51 mm). Áprilisban és májusban gyakorlatilag semmi eső nem esik. A sziget alacsonyabban fekvő vidékein az átlaghőmérséklet 20-22 °C, a magasabb helyeken 18 °C körül van.

## Története
A sziget nevét a környékén többször is megfigyelt cápákról kapta, melyek a halban gazdag vizek miatt az óceán többi részéről felhúzódtak az öbölbe. Őslakói a szerik voltak, az általuk épített ösvények, utak, geolitok ma is megfigyelhetők a szigeten, és fazekasmesterségük termékei is fellelhetőek. Bár a spanyol hódítás idején kapcsolatban kerültek az európaiakkal, mégis megtartották saját kultúrájukat és viszonylagos elszigeteltségüket. Az 1700-as évektől azonban fegyveres csapatok is érkeztek a szigetre, 1749-ben pedig háború tört ki a spanyolok és a szerik között. A háború következtében a szárazföldi területeken is megfogyatkozott a szerik száma, a megmaradtak többsége idemenekült a szigetre, és egyesült a korábban itt lakók túlélőivel. Később az ellenségeskedés csökkent, 1970-ben a kormányzat mintegy 90 000 hektár területet adott nekik, majd 1975-ben teljesen visszaszolgáltatta nekik a szigetet, egyben azt is elrendelte, hogy a partvidéken kizárólag ez a népcsoport végezhet legeltetési tevékenységet. Azonban lassan az őslakók mindannyian elköltöztek a szárazföldre, ahol jelenleg Punta Chueca és Desemboque falvakban élnek.

## Élővilág
A sziget 1963 óta Adolfo López Mateos elnök rendelete alapján természetvédelem alatt áll, melyet 1978-tól elkezdtek kiterjeszteni a Kaliforniai-öböl többi szigetére is a költözőmadarak és az erdei állatvilág érdekében.

### Növények
Növényvilága a Sonora-sivatagéval egyezik, összesen 298 fajt számlál (ebből 96 az öböl többi szigetén nem található meg).
Legjellemzőbb fajai a hegyekben a különböző kaktuszok (ritka, veszélyeztetett fajuk a Mammillaria estebanensis), a torote, a síkságokon és az időszakos patakok partjain és árkaiban alacsonyabb, fűféle növények tenyésznek, közülük legjellegzetesebb a sárga virágú Encelia farinosa. Sókedvelő növényeinek többsége az Atriplex és a Salicornia nemzetségbe tartozik, de előfordul még a Frankenia palmeri is. A keleti partokon mangroveerdők találhatóak többféle fajjal, ezek számos állatnak nyújtanak élőhelyet.

### Állatok
Összesen 478-féle gerinces állatfaj található meg a szigeten (209 halfaj, 39 kétéltű- és hüllőfaj, 178 madárfaj és 52 emlős), közülük számos endemikus, emellett 80 ízeltlábúcsalád is előfordul itt.
A szárazföldi madarak közül megemlítendő az aranyküllő, a Pipilo fuscus, a verébgalambocska, a kaktuszökörszem és a magyar Xántus Jánosról elnevezett kolibrifajta, a kaktuszkolibri (Hylocharis xantusii), az emlősök közül pedig a sziklai ürge, a kerekfarkú ürge, különféle egerek és patkányok, valamint a prérifarkas, a közép-amerikai macskanyérc, a szürkeróka és az öszvérszarvas, de 1975-ben Sonora szárazföldi vidékeiről 20 kanadai vadjuhot is betelepítettek, amelyek később elszaporodtak, és amelyekre a vadászati jogot az USA-ban évente elárverezik, jelentős bevételt hozva ezáltal a szeri indiánoknak.
Vízi faunája az évszak szerint is változik: nyáron a langyosabb víz vonzza a vitorláskardoshal-féléket és a cápákat, télen némely sügérféle a mélységekből a felszínközeli vizekbe vándorol. Rákféléből 64 faj él a sziget vizeiben, vízimadarai közül pedig a sirályok, csérek, viharmadarak, a pompás fregattmadár, a vöröscsőrű trópusimadár, a barna gödény, a fehérhasú és kéklábú szula, kanadai lúd, a sarki búvár és a nyugati parton a kaliforniai alka a jellemzők. Emellett 5-féle teknős és több cetféle is él itt: a világon előforduló cetfajok 35%-a előfordul a sziget közelében, példaként a közönséges barázdásbálna és a hosszúszárnyú bálna említhető.
A Tiburón-sziget veszélyeztetett állatai a kaliforniai üregteknős, az öszvérszarvas és a vándorsólyom.